# سرمار آفریقایی
سرمار آفریقایی ( Parachanna obscura ) یک ماهی گوشتخوار با جثه متوسط است که در دو انتهای بدن شکلی کشیده و مخروطی دارد و با فلس های دایره ای متوسط (سیکلوئید ) پوشیده شده است.  سر ماهی که شباهت به مار دارد از جلو دراز و فرورفته است و با فلس های سیکلوئید کمی بزرگتر از فلس های روی بدن پوشیده شده است.  این گونه در آفریقای مرکزی در امتداد خط ساحلی غربی از شمال سنگال تا جنوب زئیر و در آفریقای مرکزی تا جنوب غربی سودان یافت می شود.

## مراجع
1. ↑  Lalèyè, P. (2020). "Parachanna obscura". IUCN Red List of Threatened Species. IUCN. 2020: e.T183172A134772875. doi:10.2305/IUCN.UK.2020-2.RLTS.T183172A134772875.en. Retrieved 20 November 2021.
2. ↑  Froese, Rainer, and Daniel Pauly, eds. (2019). "Parachanna obscura" in FishBase. August 2019 version.
3. 1 2  Kpogue, Diane N. S.; Mensah, Guy A.; Fiogbe, Emile D. (March 2013). "A review of biology, ecology and prospect for aquaculture of Parachanna obscura". Reviews in Fish Biology and Fisheries. 23 (1): 41–50. doi:10.1007/s11160-012-9281-7.